# 永利新一
永利 新一（ながとし しんいち、1942年2月2日 - 2021年7月2日）は、日本の実業家、公認会計士、税理士。オーム乳業代表取締役社長、同社代表取締役会長、大牟田商工会議所会頭、如水監査法人代表、福岡県包括外部監査人等を歴任。

## 人物・経歴
福岡県大牟田市出身。福岡県立三池高等学校を経て、1966年一橋大学商学部卒業。吉野昌甫ゼミ出身。1969年プライスウォーターハウス会計事務所入所。コンサルタントなどを務めた。
1974年家業の3代目としてオーム乳業代表取締役社長に就任。冬季の牛乳への需要減に対応して生クリーム製造を開始したり、コーポレートアイデンティティや、学校給食、自社販売などの販売チャンネル整備を行った。1994年ヤマエ久野監査役。1996年から2004年まで大牟田商工会議所会頭。1998年有明ねっとこむ代表取締役。2002年オーム乳業代表取締役会長。
2004年中央青山コンサルティング取締役会長。2005年永利公認会計士・税理士事務所設立、同所長。2007年如水監査法人代表就任。福岡県包括外部監査人、福岡中央銀行監査役、昭和鉄工取締役等も歴任、グリーンランドリゾート監査役、みらいコンサルティング最高顧問。2021年に肺炎のため死去し、大牟田文化会館で偲ぶ会が開催された。